# Anidride perclorica
L'anidride perclorica, nome sistematico eptossido di dicloro o anche ossido di cloro(VII), è il composto binario del cloro eptavalente con l'ossigeno, avente formula molecolare Cl2O7 e formula semistrutturale O3Cl(μ-O)ClO3.
Questo ossido, dove l'atomo di cloro raggiunge il suo massimo stato di ossidazione di +7, è il più stabile degli ossidi di cloro ed è l'anidride dell'acido perclorico: la sua reazione di idratazione, sebbene non sia molto rapida, riforma l'acido stesso.
Può essere ottenuta per cauta distillazione dell'acido perclorico in presenza di adatti agenti disidratanti. A temperatura ambiente si presenta come un liquido incolore, denso (d = 1,9 g/mL) e di consistenza oleosa, piuttosto volatile, molto sensibile agli urti e prono ad esplodere per riscaldamento.

## Proprietà e struttura molecolare
Cl2O7 è un composto endotermico (ΔHƒ° = +272 kJ/mol) e anche endoergonico (ΔGƒ° > 0), il che vuol dire che è intrinsecamente instabile, per cui la sua reazione di decomposizione a dare cloro e ossigeno è decisamente favorita:
{\displaystyle {\ce {2 Cl2O7 <=> 2 Cl2 + 7 O2}}}
La molecola consiste di due frammenti (O=)3Cl– (gruppo perclorile) legati da un atomo di ossigeno a ponte (–O–). L'atomo di cloro centrale in ciascun frammento è circondato da quattro atomi O ai vertici di un tetraedro distorto. Da indagini di diffrazione elettronica in fase gassosa è stato possibile ricavare lunghezze ed angoli di legame per la molecola Cl2O7: la lunghezza del legame Cl-O a ponte è di 170,9 pm, quella di Cl=O è di 140,5 pm e l'angolo sull'atomo di ossigeno a ponte (Cl-O-Cl) è di 118,6°. La simmetria della molecola risulta essere C2.
Confrontando con la molecola dell'anidride ipoclorosa Cl2O, il legame singolo Cl−O in questa molecola è quasi uguale, appena più lungo (170,9 pm ≈ 169,6 pm); l'angolo sull'ossigeno a ponte (Cl-O-Cl) è qui notevolmente più ampio (118,6° >> 110,88°). Nell'anidride permanganica, molecola isoelettronica di valenza, l'angolo su O a ponte è ampio e anche un po' maggiore, 120,7°.
Confrontando con la molecola dell'acido perclorico, il legame doppio Cl=O in questa molecola è praticamente uguale (140,5 pm ≈ 140,8 pm), ed anche nel fluoruro di perclorile, F−ClO3, il legame Cl=O è simile (140,0 pm).
Data la differenza di elettronegatività tra O e Cl, i legami in questa molecola sono covalenti polari e anche la molecola nel suo complesso è polare: il suo momento di dipolo è pari a 0,72 D.

## Sintesi
La produzione di questo composto è molto rischiosa a causa della sua forte tendenza ad esplodere.
Si procede distillando cautamente a pressione ridotta (1 mmHg) e a bassa temperatura (-35 °C) l'acido perclorico in presenza di anidride fosforica, avidissima di acqua, che funge da agente disidratante:
{\displaystyle {\ce {2 HClO4 + P4O10 -> Cl2O7 + H2P4O11}}}
L'anidride perclorica può anche essere ottenuta per ossidazione del cloro tramite illuminazione con luce blu di miscele di cloro e ozono. La preparazione dell'anidride perclorica in aria o comunque in atmosfera non anidra, dato l'assorbimento di umidità a causa della sua igroscopicità, porta in realtà alla sua contaminazione con acido perclorico.

## Reattività
Oltre alla reazione con l'acqua per dare l'acido perclorico, l'anidride perclorica reagisce in maniera analoga con gli alcoli (ROH) per dare gli esteri dell'acido perclorico, i perclorati di alchile RClO4:
2 R−OH + Cl2O7   →   2 R−O−ClO3 + H2O
Reagisce in maniera simile con ammine, primarie e secondarie, in soluzione di tetracloruro di carbonio, per dare le ammidi corrispondenti dell'acido perclorico:
2 RNH2 + Cl2O7   →   2 RNH−ClO3 + H2O
2 R2NH + Cl2O7   →   2 R2NH−ClO3 + H2O
Reagisce inoltre anche con gli alcheni per dare perclorati alchilici.

## Avvertenze
Sebbene sia l'ossido di cloro più stabile, Cl2O7 è un forte ossidante e un esplosivo che può essere innescato con fiamme o shock meccanici, o per contatto con lo iodio. Tuttavia, è meno fortemente ossidante degli altri ossidi di cloro e a freddo non attacca zolfo, fosforo o carta. Ha gli stessi effetti sul corpo umano del cloro elementare e richiede le stesse precauzioni.